# Tiszahetény
Tiszahetény (Гетиня, ukránul: Hetinya) település Ukrajnában, Kárpátalján, a Beregszászi járásban.

## Fekvése
Nagyszőlőstől délre, a Tisza bal partján, Forgolány, Csepe és Nagyszőlős közt fekvő település.

## Története
Tiszahetény Árpád-kori település. Nevét 1241-ben említette először oklevél.
1910-ben 522 lakosából 167 magyar, 355 ruszin volt. Ebből 387 görögkatolikus, 134 izraelita volt.
A trianoni békeszerződés előtt Ugocsa vármegye Tiszántúli járásához tartozott.